# Biessnuitmot
De biessnuitmot (Friedlanderia cicatricella) is een vlinder uit de familie grasmotten (Crambidae). De spanwijdte van de vlinder bedraagt tussen de 21 en 24 millimeter bij het mannetje en 34 tot 38 millimeter bij het wijfje.

## Waardplanten
De biessnuitmot heeft mattenbies (Scirpus lacustris) als waardplant.

## Voorkomen in Nederland en België
De biessnuitmot is in Nederland en in België een zeldzame soort. In België is de soort alleen bekend uit Limburg. De soort heeft jaarlijks één generatie die vliegt van juni tot augustus.